# Oryctodromeus
Oryctodromeus („hrabající běžec“) byl rod menšího ornitopodního dinosaura, žijícího v období pozdní křídy na území Severní Ameriky.

## Popis
Oryctodromeus byl malý, jen asi 2,1 m dlouhý býložravý dinosaurus (mláďata měřila asi 1,3 m). Jeho hmotnost se pohybovala kolem 20 kg. Žil v období cenomanu (svrchní křída, před asi 95 miliony let) na území dnešních států Montana a Idaho (USA).
Blízce vývojově příbuznými taxony byly další severoamerické rody Thescelosaurus a Fona.

## Paleoekologie
Oryctodromeus je významný tím, že jde o prvního dinosaura, který vykazuje schopnost hrabat nory, jakožto unikátní ekologickou adaptaci. Zkameněliny tohoto dinosaura byly objeveny v původně dutém prostoru o rozměrech asi 200x70 cm, který byl během jeho života zřejmě norou. Kromě jedné kostry dospělého jedince zde byly objeveny i kostry dvou mláďat tohoto dinosaura. O mláďata se zjevně dospělý dinosaurus nejméně po nějakou dobu staral a krmil je. Objev je významný i z hlediska spekulací o možném přežití dinosaurů do starších třetihor (v norách zřejmě přežili katastrofu na konci křídy savci a jiní drobní obratlovci).

### Česká literatura
- SOCHA, Vladimír (2021). Dinosauři – rekordy a zajímavosti. Nakladatelství Kazda, Brno. ISBN 978-80-7670-033-8 (str. 113)